# 잡음

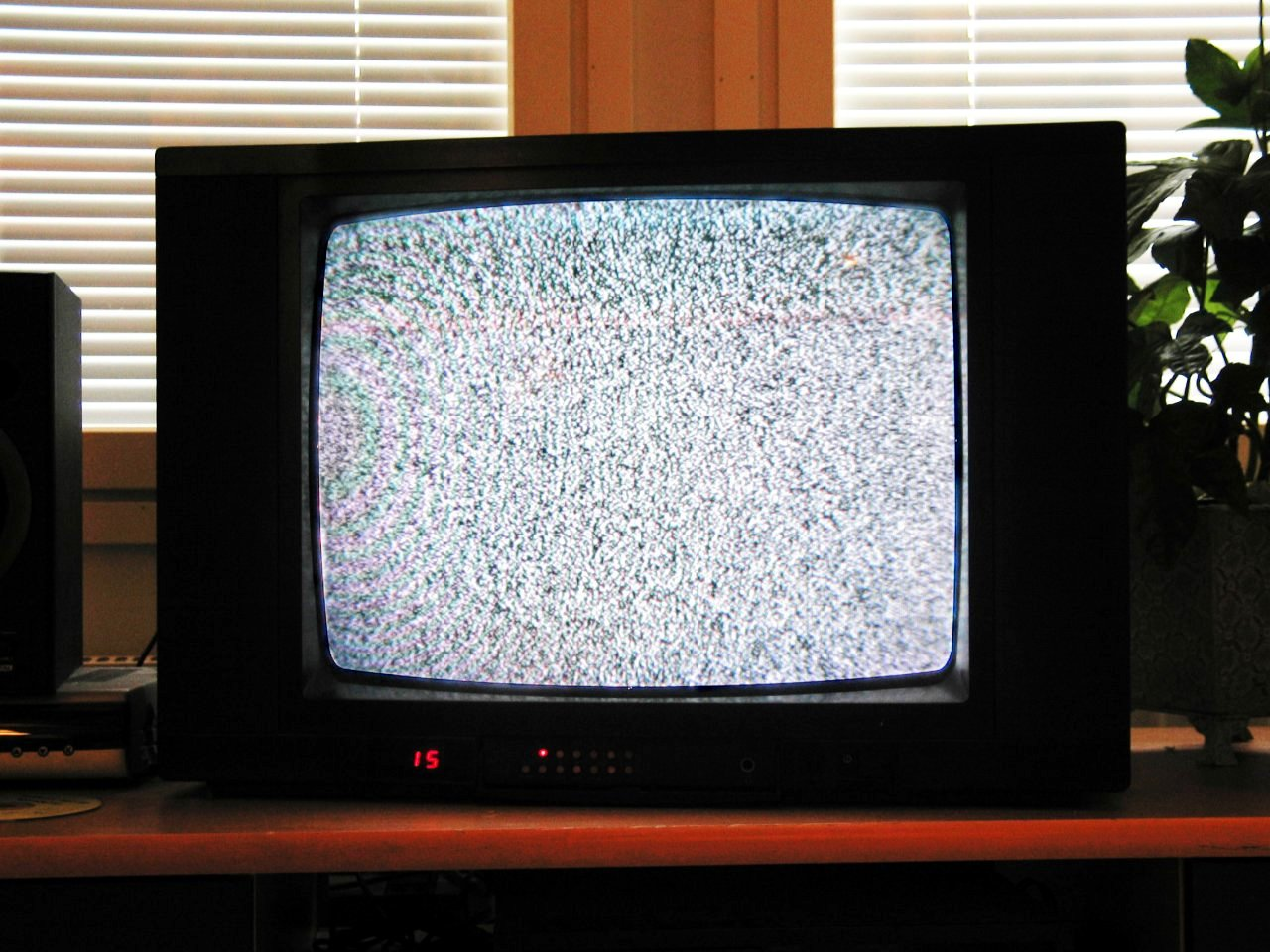
백색잡음.

잡음(雜音, noise)은 보통은 원치 않는 소리, 곧 소음을 뜻하며, 이때 잡음이라는 낱말이 반드시 바라지 않는 "소리"만을 뜻하는 것은 아니다.
넓은 의미에서 잡음은 다른 신호의 간섭을 비롯한 여러 가지 의도하지 않은 입력 신호의 왜곡을 말한다.

## 음향
음향에서의 잡음은 극단으로 짧은 진동이나 불규칙하게 진동하는 소리로, 고른음같이 부분음의 명확한 스펙트럼(선 스펙트럼)으로 분석되지 않는 것(연속 스펙트럼)이 많다. 유리가 깨지는 소리나 자갈 위를 달리는 소리, 꽹과리·심벌즈 등 타악기류에 많이 있는 음으로서, 음빛깔에는 강한 개성이 있으나 명확한 높이가 없다. 음악에는 고른음만이 아니라 많은 잡음도 쓰인다.
백색잡음 등의 다른 의미로 쓰이는 일이 있다. 이는 증폭기의 험(hum)과 같이 목적음을 방해하는 음향을 말한다. 이 구분을 명확히 하기 위하여 전자를 조음, 후자를 잡음으로 구분하는 경우도 있다. 그러나 조음은 시끄러운음과 비슷하다.
시끄러운음(소음)
시끄러운음은 물리적 특성과 관계없이 심리적으로 불쾌감을 주는 음을 말하며, 잡음과는 의미가 약간 다르다. 도시 소음이 대표적인 것이지만, 경우에 따라서는 아름다운 음악도 소음이 될 수 있다.

## 녹음 기술
소리를 기록할 때 방해가 되는 잡음이다. 대표적으로 마이크나 전자 악기의 소리가 최상으로 올라가는 현상이나 녹음 기기가 전원, 형광등에 따라 영향을 받는 경우가 있다.

## 영상
전파에 방해를 받거나 수신 감도가 좋지 않을 때, 아니면 오래된 비디오테이프를 재생했을 때에 화면이 일그러지는 것을 말한다. 최근에는 디지털 카메라의 CCD와 CMOS의 디지털 잡음도 이 예라고 할 수 있다.

## 공학
잡음은 내부나 외부로부터 출력 중에 혼합되는 신호 이외의 원하지 않는 모든 요소를 의미한다.

## 천문
관측할 때 방해가 되는 인공적이거나 관측 목적 이외(자연현상)의 주파수의 전자기파를 말한다.

## 같이 보기
- 소음 공해